# Tony La Russa

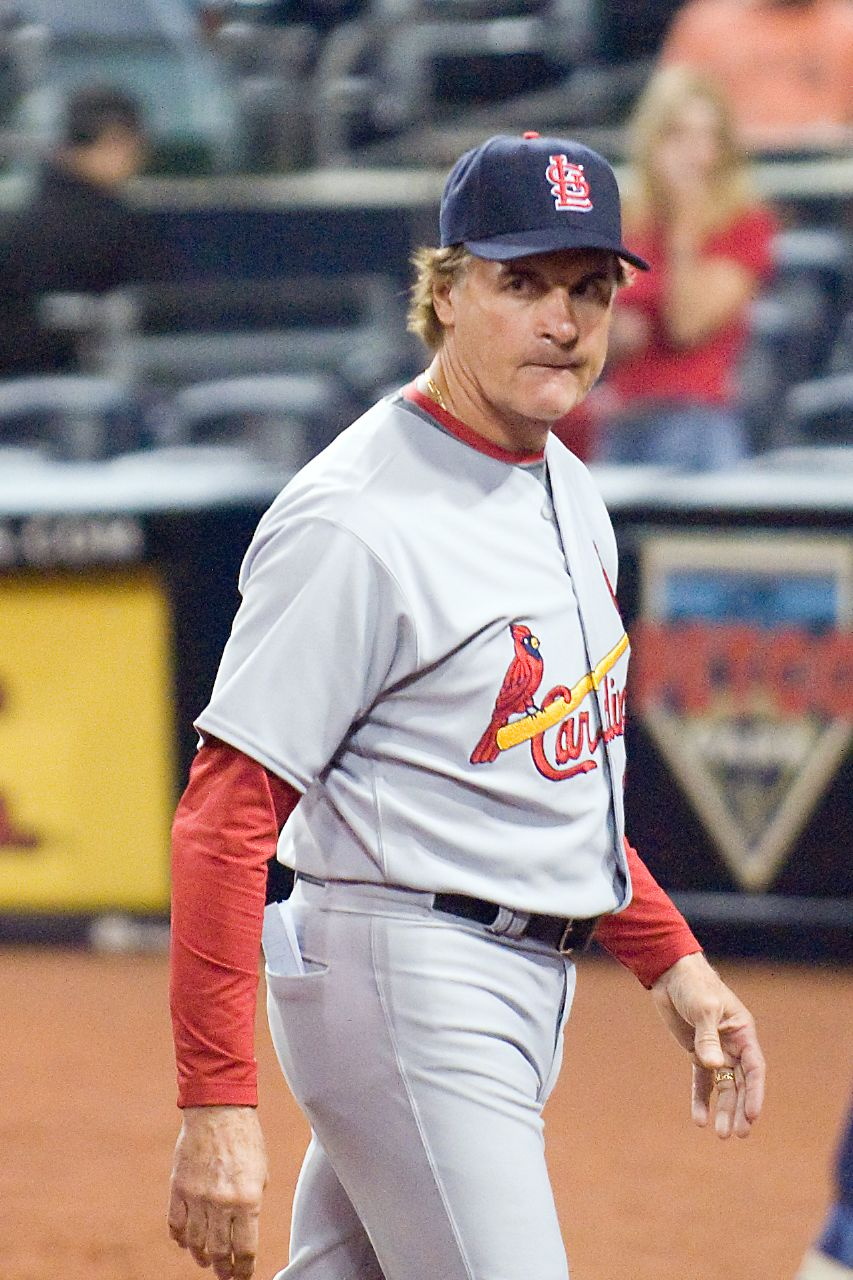

Anthony La Russa, Jr., mais conhecido como Tony La Russa (4 de outubro de 1944), é um ex-jogador e treinador de beisebol estadunidense.

## Carreira
Como treinador, Tony La Russa foi campeão da World Series 2006 dirigindo o St. Louis Cardinals. Na série de partidas decisiva, sua equipe venceu o Detroit Tigers por 4 jogos a 1 e também levou a World Series de 2011 com o mesmo St. Louis Cardinals vencendo o Texas Rangers em uma final histórica. Em 29 de outubro de 2020, o Chicago White Sox anunciou que La Russa estava retornando de sua aposentadoria para substituir Rick Renteria como treinador do time no ano seguinte.